# منتخب إسبانيا لكرة الطائرة
منتخب إسبانيا لكرة الطائرة (بالإسبانية: Selección de voleibol de España)‏ هو ممثل إسبانيا الرسمي في المنافسات الدولية في كرة طائرة في فئة كرة الطائرة للرجال.